# Madrid Open (golf)
Il Madrid Open è stato un torneo golfistico spagnolo maschile facente parte dell'European Tour che si teneva a Madrid e dintorni, in Spagna. Fondato nel 1968, non si svolsero le 7 edizioni tra il 1994 e il 2000, fu dismesso dopo l'edizione del 2007 e sostituito l'anno successivo dal Madrid Masters.
Entrò a far parte dell'European Tour da quando il Tour fu inaugurato nel 1972. La Spagna e il Regno Unito erano gli unici Paesi dove si giocava più di un torneo del Tour europeo, la Spagna ne aveva due e l'altro era lo Spanish Open. Nel corso degli anni si alternarono diversi sponsor che diedero il proprio nome al torneo.

## Albo d'oro
| Anno                                                        | Vincitore                   | Punteggio                   | Dal par                     |
| Open de Madrid Valle Romano                                 | Open de Madrid Valle Romano | Open de Madrid Valle Romano | Open de Madrid Valle Romano |
| ----------------------------------------------------------- | --------------------------- | --------------------------- | --------------------------- |
| 2007                                                        | Mads Vibe-Hastrup           | 272                         | −16                         |
| XXXII Banco Madrid Valle Romano Open de Madrid Golf Masters |                             |                             |                             |
| 2006                                                        | Ian Poulter                 | 266                         | −22                         |
| Open de Madrid                                              |                             |                             |                             |
| 2005                                                        | Raphaël Jacquelin           | 261                         | −23                         |
| 2004                                                        | Richard Sterne              | 266                         | −18                         |
| Telefónica Open de Madrid                                   |                             |                             |                             |
| 2003                                                        | Ricardo González            | 270                         | −14                         |
| 2002                                                        | Steen Tinning               | 265                         | −19                         |
| 2001                                                        | Retief Goosen               | 264                         | −20                         |
| Madrid Open                                                 |                             |                             |                             |
| 2000 1994                                                   | Non disputato               | Non disputato               | Non disputato               |
| 1993                                                        | Des Smyth                   | 272                         | −16                         |
| Iberia Madrid Open                                          |                             |                             |                             |
| 1992                                                        | David Feherty               | 272                         | −16                         |
| Madrid Open                                                 |                             |                             |                             |
| 1991                                                        | Andrew Sherborne            | 272                         | −16                         |
| Cepsa Madrid Open                                           |                             |                             |                             |
| 1990                                                        | Bernhard Langer             | 270                         | −18                         |
| 1989                                                        | Seve Ballesteros (3)        | 272                         | −16                         |
| 1988                                                        | Derrick Cooper              | 275                         | −13                         |
| 1987                                                        | Ian Woosnam                 | 269                         | −19                         |
| 1986                                                        | Howard Clark (2)            | 274                         | −14                         |
| 1985                                                        | Manuel Piñero (2)           | 278                         | −10                         |
| 1984                                                        | Howard Clark                | 274                         | −14                         |
| 1983                                                        | Sandy Lyle                  | 285                         | −3                          |
| 1982                                                        | Seve Ballesteros (2)        | 273                         | −15                         |
| Madrid Open                                                 |                             |                             |                             |
| 1981                                                        | Manuel Piñero               | 279                         | −9                          |
| 1980                                                        | Seve Ballesteros            | 270                         | −18                         |
| 1979                                                        | Simon Hobday                | 285                         | −3                          |
| 1978]                                                       | Howard Clark                | 282                         | −6                          |
| 1977                                                        | Antonio Garrido             | 278                         | −10                         |
| 1976                                                        | Francisco Abreu             | 275                         | −13                         |
| 1975                                                        | Bob Shearer                 | 135                         | −9                          |
| 1974                                                        | Manuel Piñero               | 283                         | −5                          |
| 1973                                                        | Germán Garrido (2)          | 287                         | −1                          |
| 1972                                                        | Jimmy Kinsella              | 283                         | −5                          |
| 1971                                                        | Valentín Barrios            | 285                         | −3                          |
| 1970                                                        | Manuel Cabrera              | 286                         | −2                          |
| 1969                                                        | Ramón Sota                  | 278                         | −10                         |
| 1968                                                        | Germán Garrido              | 279                         | −9                          |